# Alsou
Alsou Ralifovna Abramova, född som Alsou Ralifovna Safina 27 juni 1983 i Bugulma, Tatarstan i dåvarande Sovjetunionen, är en rysk sångerska och låtskrivare.

## Eurovision Song Contest
Alsou representerade Ryssland i Eurovision Song Contest 2000 i Stockholm, med bidraget Solo. Alsou fick tolvpoängare (högsta poäng) från Kroatien, Cypern, Malta och Rumänien och slutade efter omröstningen på andra plats efter Danmarks representanter Olsen Brothers och deras Fly on the Wings of Love.
Alsou innehade därmed Rysslands bästa placering i tävlingen fram till 2006 då Dima Bilan tangerade den med sitt bidrag Never Let You Go. Dima Bilan blev etta 2008 och tog hem segern åt Ryssland med bidraget Believe.
I finalen av Eurovision Song Contest 2009 i Moskva den 16 maj, var Alsou programledare tillsammans med Ivan Urgant.

## Diskografi

### Album
- Алсу (1999)
- Alsou (2001) - första engelskspråkiga musikalbumet
- Мне приснилась осень (2002) – återutgivning av debutalbumet med 5 nya låtar.
- 19 (2003) – andra ryskspråkiga albumet
- Самое главное (2008) – tredje ryskspråkiga albumet
- Tugan Tel / Rodnaya Rech (2008) – första tatariskspråkiga albumet
- Inspired (inspelat 2002-2006) – andra engelskspråkiga albumet

### Engelskspråkiga singlar
- Solo (2000)
- You're My #1 (2000, duett med Enrique Iglesias)
- Before You Love Me (2001)
- He Loves Me (2001)
- Run Right Out of Time (2002)
- Always on My Mind (2004)
- Miracles (2006, begränsad upplaga)